# Nchanga Golf Club
De Nchanga Golf Club is een golfclub in Chingola, Zambia. De huidige eigenaar is Konkopla Copper Mines (KCM).
De golfclub beschikt over een 18-holes golfbaan met een par van 72. De lengte van de baan is 6326 m vanaf de herentees.

## Geschiedenis
In 1936 werd de Nchanga Golf Club opgericht door W.A. Pope, D.E. Bereton, C.P. Nicolls en Middleston.. Een jaar later kon er gegolfd worden op een 9-holes golfbaan.
In juni 1942 werd de 9-holes golfbaan vernieuwd en geopend met nieuw gras op de greens. De golfclub ontving met de "The Four Cup Day", zijn eerste golftoernooi. In 1946 werd de baan uitgebreid tot 18 holes. In 1947, 1950, 1953 en 1957 ontving de club het "Northern Rhodesia Championship".
Tussen 1949 en 1951 werden de originele greens, die beplant waren met Brewsia-gras, vervangen door Maggenis-gras.
In 2006 ontving de golfclub met het Zambia Open van de Sunshine Tour. Het toernooi werd wegens slecht weer ingekort tot drie rondes. Winnaar was Steve Basson, die het  opnieuw in 2007 op de Ndola Golf Club won. 

Van 2007 tot 2010 werd de golfclub gesloten. In die periode hebben de Zuid-Afrikaanse baanarchitecten Mark Wiltshire en Mark Müller in opdracht van Konkopla Copper Mines (KCM) de golfbaan grondig gerenoveerd door een nieuw irrigatiesysteem te installeren en bunkers te vernieuwen. Hole 14 werd geheel gerenoveerd.

In 2011 keerde het Zambia Open naar deze golfclub terug. Winnaar was Doug McGuigan.

## De baan
De fairways worden begrensd door gemengde bossen. 
De langste par 3 is hole 3 met een lengte van 192 meter. De langste par 5 is hole 17 met een lengte van 487 meter.

In Golf Digest Magazine (september 1979) stond Nchanga nummer 14 op de lijst van beste banen buiten de Verenigde Staten. De beroemde baan van Walton Heath stond toen nummer 15.

## Golftoernooien
- Northern Rhodesia Championship: 1947, 1950, 1953 & 1957
- Rhodesian Championship: 1948, 1951
- Zambia Open: 2006, 2011